# 쇼생크 탈출
《쇼생크 탈출》(영어: The Shawshank Redemption)은 1994년 개봉한 미국의 극영화로, 스티븐 킹의 중편 소설〈리타 헤이워드와 쇼생크 탈출〉을 각색한 것이다. 프랭크 다라본트 감독이 대본을 쓰고 연출하였으며 팀 로빈스가 주인공 앤디 듀프레인 역을, 모건 프리먼이 앤디를 지켜보는 관찰자 레드 역을 맡았다.
영화는 앤디 듀프레인이 메인주의 가상의 교도소인 쇼생크 주립 교도소에서 20년 가까이 복역한 내용과, 앤디의 친구이자 같은 죄수인 레드의 우정을 다루고 있다. 적자를 겨우 면할 정도의 박스 오피스 기록에도 불구하고 비평가들의 호평을 받았으며, 이후 케이블 텔레비전, 비디오 테이프, DVD, 블루레이 디스크 등의 매체를 통해 상당한 인기를 구가하였다.

## 줄거리
1947년 은행 부지점장으로 일하며 승승장구하던 앤디 듀프레인은 아내와 아내의 프로골퍼 정부를 살해했다는 누명을 뒤집어쓰고, 2번의 종신형을 선고받아 쇼생크 교도소에 갇힌다. 앤디는 교도소 안에서 거의 대부분의 물건을 구해줄 수 있는 레드, 그리고 감옥안에서 까마귀를 기르며 도서실을 관리하는 브룩스 등의 친구를 만나게 된다. 교도소에서는 소장과 간수로부터의 비인간적 대우와 수감자들 사이의 성폭행 등 범죄 행위들이 자행되었고, 이러한 고된 삶이 앤디를 힘겹게 하지만, 그는 2년여를 묵묵히 견디어 낸다.
앤디가 수감된 지 2년이 다 되어 가던 차에, 감옥 지붕에 도료를 칠하는 작업에 수감자들이 동원된다. 앤디는 일을 하면서, 악질 간수장 바이런 해들리가 동생이 죽어 막대한 유산을 상속받게 되었다는 이야기를 엿듣는다. 이에 앤디는 위험을 무릅쓰고 해들리에게 다가가, 은행가 경력을 바탕으로 유산에서 떼어질 세금을 감면받는 방법을 알려준다. 해들리는 앤디의 충고를 받아들였고 그 대가로 앤디의 동료들에게 맥주 3병씩을 마시게 해준다. 이후 앤디의 재능을 눈여겨 본 교도소장은 그를 도서관 관리 담당으로 배치한다. 앤디는 간수들의 세금 감면 상담, 연말 결산등을 도맡아 하며, 소장의 탈세 행위, 비자금 관리등 수감자로서 혜택을 누린다.
그러던 어느 날, 앤디과 함께 도서관을 관리하는 브룩스가 동료 수감자를 칼로 위협하는 사건이 벌어진다. 브룩스는 50년 만에 가석방이 승인 되었다. 바깥 사회에 대한 두려움을 품고 있었으며, 이를 모르고 작별을 고한 동료가 변을 당한 것이었다. 브룩스는 결국 가석방되어 나가지만 생활에 적응하지 못하고 다시 교도소로 돌아가고 싶어하다가, 끝내는 기둥에 이름을 새기고 목을 메어 자살한다. 이를 두고 앤디와 레드는 희망에 대해 토론한다.
한편 절도죄로 징역 2년을 선고받은 토미 윌리엄스라는 젊은 죄수가 쇼생크 교도소에 수감되어 앤디와 친해진다. 교도소를 전전하는 무식자로 방탕한 삶을 살았지만 부양할 가족이 있었던 토미는 앤디에게 검정고시 시험을 도와 달라고 한다. 공부를 하던 중 토미는 앤디가 누명을 쓴 경위를 듣고, 앤디의 아내와 정부를 살해한 진범 '엘모 블래치'를 전에 수감되었던 교도소에서 만났다는 이야기를 해준다. 앤디는 이를 듣고 무죄를 입증할 기회를 얻기 위해, 노튼 교도소장에게 사정을 설명하고 누명을 벗을 수 있도록 도움을 청한다. 그러나 소장은 이미 앤디에게 불법적인 장부 관리를 맡기고 있었기에 앤디를 놓아주고 싶지 않았으며, 앤디의 요청을 딱 잘라 거절한 뒤 앤디를 괘씸죄로 독방에 가두어 버린다. 그리고 토미를 밤중에 몰래 불러내어 해들리에게 총살하도록 하고는 탈옥하여 총살했다고 오명을 씌운다.
독방에서 풀려난 앤디는 다시 교도소의 일상을 영위하지만 어딘지 의욕을 잃은 모양새였다. 그는 레드에게 멕시코의 바닷가 마을 지와타네호 이야기를 해주면서, 나중에 레드가 출소하면 텍사스 포트행콕으로 찾아와 메시지를 읽어보라고 부탁한다. 앤디는 다른 죄수에게 부탁해 밧줄을 빌리는데, 이를 들은 레드와 동료들은 앤디가 자살하려는 것이 아닌가 걱정한다. 다음날 아침점호 때 앤디는 나오지 않았고, 간수들이 앤디의 방을 들여다 보니 앤디는 감쪽같이 사라져 있었다. 소장이 직접 수색해보니, 앤디는 16년 전 레드에게서 구했던 조그만 암석망치와 여배우 포스터를 이용해 벽을 뚫어 쇼생크 교도소에서 탈출했다는 것이 밝혀진다. 앤디는 자신의 바지 주머니 한쪽을 뚫어서 조금씩 벽을 파내서 생긴 흙을 그 구멍뚫린 주머니에 넣어뒀다가 교도소 운동장에서 몰래 버리는 수법으로 탈옥을 진행하고 있었다. 탈옥 당일, 앤디는 벽을 뚫은 지점으로부터 수백미터나 되는 하수구를 통과한 끝에 교도소 밖으로 나오는 데에 성공했다. 앤디는 탈옥한 날 아침 자신의 신분을 세탁했고, 12곳의 은행에 들러 교도소장의 비자금을 모두 인출하여 멕시코로 잠적한다. 멕시코에 잠적하기 전에 교도소장과 쇼생크의 모든 부패와 살인에 대한 자료와 장부를 언론에 보낸다. 정부당국이 모든 사실을 접하고 교도소에 들이닥치며, 간수장 해들리는 체포되고 교도소장은 권총으로 자살한다.
레드는 40년간의 형기를 마치고 가석방이 승인되었지만, 브룩스와 마찬가지로 바깥 사회에 적응하지 못한다. 그러나 앤디와의 약속을 떠올리며 브룩스와는 달리 삶을 저버리지는 않는다. 주거 제한 구역을 이탈해 앤디가 말했던 포트행콕을 찾아가 보니, 앤디의 편지가 약간의 돈과 함께 남겨져 있었다. 멕시코 지와타네호 마을에서 레드와 앤디가 재회하면서 영화가 끝이 난다.

## 출연
- 팀 로빈스 - 앤디 듀프레인
- 모건 프리먼 - 엘리스 보이드 레딩 / 레드
- 밥 건튼 - 교도소장 사무엘 노튼
- 윌리엄 새들러 - 헤이우드
- 클랜시 브라운 - 간수장 바이런 해들리
- 길 벨로우즈 - 토미 윌리엄스
- 마크 롤스톤 - 보그스 다이아몬드
- 제임스 휘트모어 - 브룩스 하틀렌
- 제프리 더먼 - 검사
- 래리 브랜든버그 (Larry Brandenburg) - 스킷
- 닐 진톨리 (Neil Giuntoli) - 지거
- 브라이언 리비 (Brian Libby) - 플로이드
- 데이비드 프로발 (David Proval) - 스누즈
- 조지프 라그노 (Joseph Ragno) - 어니
- 저드 시콜렐라 (Jude Ciccolella) - 머트
- 러네이 블레인 (Renee Blaine) - 앤디의 아내

## 평가
많은 이들의 '인생 영화'
20년 넘게 지났지만 언제나 꺼내 봐도, 이미 여러 번 본 장면들임에도 불구하고, 여전한 감동을 주는 몇 안 되는 영화들 중 하나. 스티븐 킹의 탄탄한 스토리를 토대로, 영화는 단 한 순간도 품격을 잃지 않으며 잘 조율되어 있다. 영화가 개봉되었을 때 프랭크 다라본트 감독은, 이 영화를 본 후 삶의 의미를 되찾았다는 내용의 수많은 편지를 받았다고 한다. 단순한 영화를 넘어, 용기와 희망을 북돋우는 힐링 무비.

김형석 (영화 저널리스트) | ★★★★ (8.5)

## 한국판 성우진

### KBS (1996년 9월 27일)
- 오세홍 - 앤디 듀프레인(팀 로빈스)
- 김병관 - 레드(모건 프리먼)
- 유강진 - 사무엘 노튼 교도소장(밥 건튼)
- 김규식 - 바이런 해들리 간수장(클랜시 브라운)
- 최흘 - 브룩스 영감(제임스 휘트모어)
- 구자형 - 토미 윌리엄스(길 벨로우즈)
- 이호인 - 헤이우드(윌리엄 새들러)
- 김준 - 보그스 다이아몬드(마크 롤스톤) / 엘모 블래치(빌 볼렌더) / 검사(찰리 컨즈)
- 김순영 - 길다 먼드슨 패럴(리타 헤이워드) / 은행 직원(클레 슬레머)
- 안종익 - 쟈니 패럴(글렌 포드) / 동료 죄수(브라이언 리비)
- 김익태 - 검사(제프리 더먼) / 남자(조지 맥크리디) / 간수(디온 앤더슨)
- 박규웅 - 동료 죄수(래리 브랜던버그) / 간수(주드 치코렐라)
- 문관일 - 동료 죄수(프랭크 메드라노) / 간수(네드 벨러미) / 은행장(제임스 키식키)
- 서광재 - 동료 죄수(네일 지언톨리) / 간수(폴 매크레인)

### SBS (1998년 11월 13일)
- 박일 - 앤디 듀프레인(팀 로빈스)
- 김병관 - 레드(모건 프리먼)
- 최흘 - 사무엘 노튼 교도소장(밥 건튼)
- 강구한 - 바이런 해들리 간수장(클랜시 브라운)
- 임종국 - 브룩스 영감(제임스 휘트모어)
- 민응식 - 토미(길 벨로우즈)
- 이종오 - 보그스 다이아몬드(마크 롤스톤) / 엘모 블래치(빌 볼렌더)
- 이윤선 - 헤이우드(윌리엄 새들러)
- 차명화 - 길다 먼드슨 패럴(리타 헤이워드) / 은행 직원(클레 슬레머)
- 유해무 - 네리(켄 마지)
- 장승길 - 동료 죄수(데이비드 프로벌) / 간수(디온 앤더슨) / 검사(찰리 컨즈)
- 김태웅 - 동료 죄수(브라이언 리비) / 은행장(제임스 키식키) / 슈퍼 마켓 매니저(폴 케네디)
- 서광재 - 동료 죄수(조셉 라그노)
- 김관진 - 경찰(프레드 컬버트슨)
- 전인배 - 간수(폴 매크레인)